# Science Fiction (álbum)
Science Fiction es el quinto y último álbum de estudio por parte de la banda americana Brand New, este fue publicado el 17 de agosto de 2017, aunque no será lanzado hasta octubre del mismo año. El álbum es lanzado ocho años después de que la banda sacara en 2009,  "Daisy". El listado de las canciones fueron revelados tras varias semanas de especulaciones y filtraciones. Este es el primer álbum en el que está involucrado Billboard 200.

## Antecedentes
Después del lanzamiento de su cuarto disco de estudio, Daisy, en 2009, Brand New se tomó tiempo para elaborar nueva música por lo que en julio del 2014, la banda confirmó que estaba trabajando en un álbum nuevo. Aun así siguieron publicando singles no relacionados con el álbum que se estaba cociendo. El primero de ellos fue "Mene" en 2015, una canción descartada para "The Devil and God Are Raging Inside Me". Otra canción lanzada fue "Sealed to Me", esta es solamente grabada en concierto, nada de estudios. Más tarde fue lanzado el sencillo "I Am a Nightmare", en 2016 concretamente. Además, la banda oficialmente liberó un lote de demos procedentes de "Devil and God recording session", además de regrabar tres demos. Durante aquel periodo de tiempo, Brand New a través de conciertos y merchandise han dado pistas de que la banda va a ser disuelta el año 2018. La banda inicialmente iba a lanzar su quinto álbum en 2016; aun así,  aplazaron la liberación a octubre del 2017, después de expresar insatisfacción con el producto final.

## Lanzamiento
El 15 de agosto de 2017, Brand New anunció junto a su discográfica Procrastinate! Música Traitors, que el álbum iba a ser lanzado en octubre del 2017. También fue anunciado una gira por Estados Unidos y Reino Unido.
Las 500 primeras persona que realizaron su reserva recibieron un CD de edición limitada en el que incluía el álbum por completo, este tiene de duración 61 minutos. Este álbum fue titulado,  "44.5902N104.7146W" (coordenadas de las Torres de Diablos Monumento Nacional en Wyoming, también buscando una relación con la película de ciencia ficción Encuentros Cercanos de la Tercera Clase incluyendo además un folleto que incluye una cita hacia Poole versus HAL 9000 ,partido ajedrecístico, que entró en escena en 1968, una película de ciencia ficción titulada 2001: Una Odisea Espacial. El álbum fue colgado por un seguidor a través de un grupo de Facebook, donde revelaba del título final del álbum "Science Fiction", la carátula y títulos de pista como "No Control", "Desert", "Out of Mana", "In The Water" y "451", que fueron lanzadas a través de la plataforma musical Shazam. Más tarde, la banda hizo el álbum disponible para reservarlo en vinilo, CD y formatos de descarga digital que van a ser lanzados en octubre de este mismo año.

## Carátula
La carátula está basada en una fotografía tomada por el artista sueco Thobias Fäldt. En la fotografía se observa dos mujeres, Malin y Emma, cayendo tras saltar de una ventana. El embalaje para el lanzamiento ha sido creado por Brooklyn basado en studio Morning Breath , Inc., quién también ha trabajado para la carátula de "Daisy" y "Mene".

## Críticas recibidas
Science Fiction ha recibido una mayoría de críticas favoritas, en las que se puede destacar la escrita (en español) por parte de la página todopunk.
Otras críticas internacionales pueden ser observadas a través de la tabla adjunta, en esta se puede destacar la crítica realizada por Metacritic en la que otorga un 89/100 al álbum.

## Listado de pistas
Nota: El listado de pista fue llamado "44.5902N104.7146W", las cuales son las coordenadas para Torre de Diablos, ya explicado anteriormente.
| N.º | Título                  | Duración |  |
| 1.  | «Lit Me Up»             | 6:17     |  |
| 2.  | «Can't Get It Out»      | 3:43     |  |
| 3.  | «Waste»                 | 4:36     |  |
| 4.  | «Could Never Be Heaven» | 3:16     |  |
| 5.  | «Same Logic/Teeth»      | 5:34     |  |
| 6.  | «137»                   | 5:02     |  |
| 7.  | «Out of Mana»           | 5:15     |  |
| 8.  | «In the Water»          | 6:52     |  |
| 9.  | «Desert»                | 3:37     |  |
| 10. | «No Control»            | 3:55     |  |
| 11. | «451»                   | 4:53     |  |
| 12. | «Batter Up»             | 8:28     |  |

## Posicionamiento en lista
| Lista (2017)                            | Posiciones |
| --------------------------------------- | ---------- |
| Australian Albums (ARIA)                | 6          |
| Canadá (Billboard Canadian Albums)      | 59         |
| New Zealand Heatseekers Albums (RMNZ)   | 10         |
| Escocia (Scottish Albums Chart)         | 47         |
| Reino Unido (UK Albums Chart)           | 72         |
| Estados Unidos (Billboard 200)          | 1          |
| Estados Unidos (Independent Albums)     | 1          |
| Estados Unidos (Top Alternative Albums) | 1          |
| Estados Unidos (Top Rock Albums)        | 1          |

## Fechas de lanzamiento
| Región         | Fecha                 | Formato(s)       | Etiqueta(s)                    | Ref..  |
| -------------- | --------------------- | ---------------- | ------------------------------ | ------ |
| Reino Unido    | 17 de agosto de 2017  | Descarga digital | Procrastinate! Música Traitors | [ 39 ] |
| Australia      | 18 de agosto de 2017  | Descarga digital | Procrastinate! Música Traitors | [ 40 ] |
| Nueva Zelanda  | 18 de agosto de 2017  | Descarga digital | Procrastinate! Música Traitors | [ 41 ] |
| Canadá         | 19 de agosto de 2017  | Descarga digital | Procrastinate! Música Traitors | [ 42 ] |
| Estados Unidos | 19 de agosto de 2017  | Descarga digital | Procrastinate! Música Traitors | [ 43 ] |
| Estados Unidos | 20 de octubre de 2017 | CD               | Procrastinate! Música Traitors |        |